# المسار 4 (قطار الرياض)
المسار الرابع أو المسار الأصفر أو الخط الأصفر هو أحد الخطوط الستة لشبكة قطار الرياض «مترو الرياض» بمدينة الرياض وسط السعودية.
يغطي محور طريق مطار الملك خالد الدولي بطول 29.5 كيلومتر.
تم بناؤه وتصميمه من قبل تحالف مكون من شركات تضم مجموعة إف سي سي وآتكينز وألستوم، وسامسونج سي آند تي وستركتون وتيبسا.

## المسار
| الرمز | اسم المحطة         | التحويل إلى |
| ----- | ------------------ | --- |
| 11    | المركز المالي      | كافد الخط الأزرق 13 وكافد الخط البنفسجي 11                                                                          |
| 12    | الربيع             | الخط البنفسجي الربيع 12، الربيع تقاطع خط النقل السريع بالحافلات 11 والربيع تقاطع الخط الأزرق حافلة المجتمع مسار 730 |
| 13    | طريق عثمان بن عفان | طريق عثمان بن عفان الخط البنفسجي 13                                                                                 |
| 14    | سابك               | سابك الخط البنفسجي 14                                                                                               |
| 15    | جامعة الأميرة نورة | |
| 16    | المجمع الحكومي     | |
| 17    | المطار T5          | |
| 18    | المطار T3-4        | |
| 19    | المطار T1-2        | |